# Liste der Kulturdenkmäler im Hamburger Bezirk Eimsbüttel
Dies ist eine veraltete Liste. Maßgeblich sind die Listen der Kulturdenkmäler in Hamburg nach dem Hamburger Denkmalschutzgesetz vom 5. April 2013, die wegen ihrer Größe nach Stadtteilen aufgeteilt sind.
Die folgende Liste enthält die in der Denkmalliste ausgewiesenen Denkmäler auf dem Gebiet der Freien und Hansestadt Hamburg, Bezirk Eimsbüttel.
Hinweis: Die Reihenfolge der Denkmäler in dieser Liste orientiert sich an den Stadtteilen und ist alternativ nach Denkmallistennummer, Straße oder Beschreibung sortierbar.
Basis ist die Denkmalliste (Stand: 21. November 2012) des Denkmalschutzamtes Hamburg. Diese enthält alle Objekte, die rechtskräftig nach dem Hamburger Denkmalschutzgesetz unter Denkmalschutz stehen (§ 5 DSchG HA) oder zumindest zeitweise standen. Darüber hinaus führt das Denkmalschutzamt eine noch umfangreichere Liste der erkannten Denkmäler (§ 7 a DSchG HA) mit den als schutzwürdig erkannten Objekten, für die das Gesetz bereits Auflagen bei Veränderungen bis zu einer möglichen Unterschutzstellung vorsieht.

| lfd. Nr. | Adresse | Kurzbeschreibung | Eintragung | Löschung   | Stadtteil     | Bild                                    |
| -------- | --- | --- | ---------- | ---------- | ------------- | --------------------------------------- |
| 297      | Holsteiner Chaussee vor Hausnummer 45 | dänischer Meilenstein von 1832 | 12.03.1943 |            | Eidelstedt    |                                         |
| 457      | Dörpsweg 2 | reetgedecktes Gebäude | 30.05.1958 |            | Eidelstedt    |                                         |
| 605      | Kieler Straße, Brücke über die Mühlenau | Stirnwände der Brücke über die Mühlenau in Eidelstedt mit dem Monogramm des dänischen Königs Christian VII. an der SW-Mündung und der Jahreszahl „1801“ an der NO-Mündung | 24.09.1980 |            | Eidelstedt    |                                         |
| 964      | Nebenbahnstraße 31 | Gesamtanlage Bahnhof Eidelstedt-Ost der Altona-Kaltenkirchen-Neumünster-Eisenbahn (AKN), insbesondere bestehend aus dem Bahnhofempfangsgebäude, dem Güterabfertigungsschuppen mit der Rampe und dem Nebengebäude sowie den gepflasterten Flächen Die Kartierung mit den Grenzen der Gesamtanlage ist in der Denkmalliste hinterlegt. | 16.04.1991 |            | Eidelstedt    |                                         |
| 1473     | Elbgaustraße 57, 57a, 59, 59a | 1924 nach Plänen des Architekten Werner Rehder erbaute Feuerwache | 31.05.2005 |            | Eidelstedt    |                                         |
| 1657     | Furtweg 15 | Ensemble, bestehend aus dem 1933 bis 1935 nach Plänen des Architekten Friedrich Richard Ostermeyer errichteten Wohnhaus, diversen Klinker-Begrenzungsmauern und der alten Garage mit dem Treibhaus, zudem Teil des Ensembles Furtweg 15, 17 | 06.05.2008 |            | Eidelstedt    |                                         |
| 291      | Eimsbütteler Straße 60 | das ehemalige Akzise-Gebäude | 12.03.1943 | 18.09.1947 | Eimsbüttel    |                                         |
| 686      | Kielortallee 25, 26 | Stiftsbau der 1920er Jahre | 27.09.1983 |            | Eimsbüttel    |                                         |
| 714      | Weidenallee 10 b | „Künstlerhaus“ und seine Umgebung, bestehend aus den Gebäuden Weidenallee 10 a und 12 einschließlich der Freiflächen mit Garteneinfriedung, Hoffläche und Zufahrt mit Pflasterung | 18.06.1984 |            | Eimsbüttel    |                                         |
| 715      | Weidenallee 6–8 | die Gebäude einschließlich Garteneinfriedung im Hof sowie Hofpflaster als Umgebung des „Künstlerhauses“ Weidenallee 10 b | 18.06.1984 |            | Eimsbüttel    |                                         |
| 765      | Osterstraße 124 | ehemaliges Großkino Emelka-Palast aus den 1920er Jahren, nach Plänen von Karl Schneider erbaut | 05.09.1985 |            | Eimsbüttel    |                                         |
| 932      | Fruchtallee 15, 17 | ehemalige Doppelvilla, errichtet 1877/78 vom und durch den Unternehmer-Architekten C. H. J. Holst | 26.03.1990 |            | Eimsbüttel    |                                         |
| 1130     | Schäferkampsallee 28 | fünfgeschossiges Wohnhaus von 1908 | 28.04.1997 |            | Eimsbüttel    |                                         |
| 1134     | Emilienstraße 71 | Vorort-Villa des ausgehenden 19. Jahrhunderts | 12.06.1997 |            | Eimsbüttel    |                                         |
| 1176     | Amandastraße 58 | ehemalige öffentliche Pfandleihanstalt | 07.05.1998 |            | Eimsbüttel    |                                         |
| 1190     | Am Weiher 29 | römisch-katholische St.-Bonifatius-Kirche, 1909/10 nach Entwürfen des Architekten Fritz Kunst errichteter Backsteinbau | 19.08.1998 |            | Eimsbüttel    |                                         |
| 1237     | Eimsbütteler Straße 36 | 1940 entstandenes Luftschutzhaus 44 | 26.10.1999 |            | Eimsbüttel    |                                         |
| 1315     | Henriettenweg 11 | 1898 bis 1899 nach Plänen von Heinrich Mandix entstandenes viergeschossiges Etagenhaus, Teil des Ensembles Henriettenweg 5–17, 14, 16, Tornquiststraße 1–7, 4, Eppendorfer Weg 54, 56, 58, 75, 77, Weidenstieg 2 a, 5 a, Von-der-Tann-Straße 1 | 13.11.2001 |            | Eimsbüttel    |                                         |
| 1360     | Methfesselstraße 84, 86, Stellinger Weg 36, 38 a–f | 1898 bis 1899 als „Hamburger Burg“ errichtetes Wohngebäude mit straßenseitiger Grünfläche, auch Teil des Ensembles Stellinger Weg 36, 38 a–f, Methfesselstraße 84–96, Lutterothstraße 63, 65, 65 a+b, 67–73. Hinweis: Das Wohngebäude mit straßenseitiger Grünfläche Lutterothstraße 63, 65, 65 a+b, 67 wurde als Teil des obigen Ensembles am 14. Mai 2003 unter der gleichen Nummer in die Denkmalliste eingetragen und Methfesselstraße 88, 90, 92, 94, 96, Lutterothstraße 69, 71, 73 am 9. Juli 2003. | 06.11.2002 |            | Eimsbüttel    |                                         |
| 1360     | Lutterothstraße 63, 65, 65 a+b, 67 | 1909 bis 1910 als „Hamburger Burg“ errichtetes Wohngebäude mit straßenseitiger Grünfläche, Teil des Ensembles Stellinger Weg 36, 38 a–f, Methfesselstraße 84–96, Lutterothstraße 63, 65, 65 a+b, 67–73. Hinweis: Das Kulturdenkmal Methfesselstraße 84, 86, Stellinger Weg 36, 38 a–f, gleichzeitig Teil obigen Ensembles, wurde bereits am 6. November 2002 unter der gleichen Nummer in die Denkmalliste eingetragen und Methfesselstraße 88, 90, 92, 94, 96, Lutterothstraße 69, 71, 73 als Teil obigen Ensembles am 9. Juli 2003. | 14.05.2003 |            | Eimsbüttel    |                                         |
| 1360     | Methfesselstraße 88, 90, 92, 94, 96, Lutterothstraße 69, 71, 73 | 1907 nach Plänen des Architekten Heinrich Krug als „Hamburger Burg“ errichtetes Wohngebäude mit straßenseitiger Grünfläche, Teil des Ensembles Stellinger Weg 36, 38 a–f, Methfesselstraße 84–96, Lutterothstraße 63, 65, 65 a+b, 67–73. Hinweis: Das Kulturdenkmal Methfesselstraße 84, 86, Stellinger Weg 36, 38 a–f, gleichzeitig Teil des obigen Ensembles, wurde bereits am 6. November 2002 unter der gleichen Nummer in die Denkmalliste eingetragen und Lutterothstraße 63, 65, 65 a+b, 67 als Teil des obigen Ensembles am 14. Mai 2003. | 09.07.2003 |            | Eimsbüttel    |                                         |
| 1396     | Schlankreye 3–25, Bogenstraße 43–47, 45 a–d, Heymannstraße 6–10, 10 a–c | Siedlungsbau der Malereigesellschaft, bestehend aus Wohngebäuden, Betriebsstätten und Vorgarten mitsamt Mäuerchen, Anlage des Siedlungsbaus der 1920er Jahre | 15.09.2003 |            | Eimsbüttel    |                                         |
| 1434     | Hohe Weide 34 | 1960 nach Plänen der Architekten Karl-Heinz Wrongel und Klaus May errichtete Synagoge Hohe Weide mit Gemeindezentrum | 16.06.2004 |            | Eimsbüttel    |                                         |
| 1531     | Armbruststraße 21 53° 34′ 27,6″ N, 9° 56′ 27,9″ O | Grenzstein Inschrift „2A HP“ und „2A St H“ | 01.03.2006 |            | Eimsbüttel    |                                         |
| 1533     | Rellinger Straße 9 | Grenzstein | 01.03.2006 |            | Eimsbüttel    |                                         |
| 1534     | Methfesselstraße vor Nummer 1 | Grenzstein | 01.03.2006 |            | Eimsbüttel    |                                         |
| 1599     | Bei der Christuskirche 2, 2 a, 4, 1, 3, 5, Fruchtallee 22 | Ensemble Christuskirche Eimsbüttel, bestehend aus dem 1882–1884 nach Plänen von Johannes Otzen erbauten Kirchengebäude, den drei zwischen 1883 und 1899 erbauten Pfarrhäusern und dem 1967–1968 nach Plänen des Architektenbüros Spengelin errichteten Gemeindehaus | 04.07.2007 |            | Eimsbüttel    |                                         |
| 1632     | Schäferkampsallee 36, Moorkamp 2 | 1912 nach Plänen des Architekten Johannes Grotjan fertig gestelltes Ensemble, bestehend aus der Jerusalem-Kirche und dem Jerusalem-Krankenhaus samt straßenseitiger Einfriedung | 21.11.2007 |            | Eimsbüttel    |                                         |
| 1718     | Schwenckestraße 98, 100 | Ensemble, nach Plänen von Albert Erbe 1909 bis 1911 errichtete ehemalige Volksschule mit Einfriedung | 26.05.2009 |            | Eimsbüttel    |                                         |
| 1738     | Lutterothstraße 78, 80 | ehemalige Volksschule Lutterothstraße, Zweigstelle Lutterothstraße der Staatlichen Handelsschule mit Wirtschaftsgymnasium Schlankreye H 3, Schulgebäude, errichtet von 1910 bis 1912 nach Plänen von Fritz Schumacher, zugleich Teil des Ensembles Eidelstedter Weg 91, 105, Lutterothstraße 76, 82, 96, Methfesselstraße 69, 73, Wohngebäude mit Schule Lutterothstraße 78, 80, Stephanuskirche Lutterothstraße 98 und Pastorat Eidelstedter Weg 107. Hinweis: Die ehemalige Kirche mit Turm Lutterothstraße 98, Eidelstedter Weg 107 wurde ebenfalls unter dieser Denkmallistennummer seit dem 15. Oktober 2009 eingetragen. | 04.08.2009 |            | Eimsbüttel    |                                         |
| 1738     | Lutterothstraße 98, Eidelstedter Weg 107 | 1912 und 1927 nach Entwürfen des Architektenbüros Distel und Grubitz erbaute ehemalige Kirche mit Turm samt verbleibender fester Ausstattung, Kirchenturmuhr, Zwischenbau, Pastoraten und Außenanlagen, als Teil des Ensembles Eidelstedter Weg 91–105, Lutterothstraße 76, 82–96, Methfesselstraße 69–73, Wohngebäude mit Schule Lutterothstraße 78–80, Stephanuskirche Lutterothstraße 98 und Pastorat Eidelstedter Weg 107. Hinweis: Die ehemalige Volksschule Lutterothstraße 78, 80, Zweigstelle Lutterothstraße der Staatlichen Handelsschule mit Wirtschaftsgymnasium Schlankreye H 3 ist bereits seit dem 4. August 2009 unter dieser Denkmallistennummer verzeichnet. | 15.10.2009 |            | Eimsbüttel    |                                         |
| 1739     | Telemannstraße 10, Heußweg 65 | ehemalige Volksschule Telemannstraße, jetzt Staatliche Handelsschule H 5, Schulgebäude mit der Turnhalle, einschließlich des Wandbildes von 1957, der Schulhofmauer und dem Bauschmuck, errichtet von 1909 bis 1911 nach Plänen von Albert Erbe | 04.08.2009 |            | Eimsbüttel    |                                         |
| 1740     | Lutterothstraße 34, 36 | Schule Lutterothstraße, Schulanlage, errichtet von 1906 bis 1908 nach Plänen von Albert Erbe | 04.08.2009 |            | Eimsbüttel    |                                         |
| 1741     | Kaiser-Friedrich-Ufer 6 | ehemalige Oberrealschule Eimsbüttel, jetzt Gymnasium Kaiser-Friedrich-Ufer, Schulgebäude, errichtet von 1907 bis 1911 nach Plänen von Albert Erbe | 04.08.2009 |            | Eimsbüttel    |                                         |
| 1742     | Bogenstraße 59 | ehemaliges Bismarck-Gymnasium, Schulgebäude mit Schulhofmauer und Brunnen, errichtet von 1909 bis 1911 nach Plänen von Albert Erbe | 04.08.2009 |            | Eimsbüttel    |                                         |
| 1743     | Weidenstieg 29 | ehemalige Realschule Weidenstieg, jetzt Landesinstitut für Lehrerbildung und Schulentwicklung, Schulgebäude, errichtet von 1893 bis 1895 nach Plänen von Carl Johann Christian Zimmermann, umgebaut und erweitert von 1914 bis 1915 | 04.08.2009 |            | Eimsbüttel    |                                         |
| 1744     | Bundesstraße 94 | ehemalige Hilfsschule Bundesstraße, jetzt Astrid-Lindgren-Schule, Schulgebäude, errichtet von 1926 bis 1927 nach Plänen von Fritz Schumacher. Hinweis: Die Einfriedung der ehemaligen Hilfsschule Bundesstraße, jetzt Astrid-Lindgren-Schule, wurde am 17. Januar 2012 unter derselben Nummer in die Denkmalliste eingetragen. | 04.08.2009 |            | Eimsbüttel    |                                         |
| 1744     | Bundesstraße 94 | Einfriedung des Kulturdenkmals ehemalige Hilfsschule Bundesstraße Hinweis: Das Schulgebäude der ehemaligen Hilfsschule Bundesstraße, jetzt Astrid-Lindgren-Schule, errichtet von 1926 bis 1927 nach Plänen von Fritz Schumacher, wurde bereits am 4. August 2009 unter derselben Nummer in die Denkmalliste eingetragen. | 17.01.2012 |            | Eimsbüttel    |                                         |
| 1745     | Schlankreye 1, Bundesstraße 88 | Staatliche Handelsschule Schlankreye, Schulgebäude mit Schulhofmauer, errichtet von 1928 bis 1929 nach Plänen von Walter Hinsch und Erwin Deimling | 04.08.2009 |            | Eimsbüttel    |                                         |
| 1746     | Felix-Dahn-Straße 3, 7, Hohe Weide 16 | ehemaliges Lehrerinnenseminar, jetzt Landesinstitut für Lehrerbildung und Schulentwicklung, Schulgebäude mit dem Vorplatz und der straßenseitigen Einfriedung an der Hohen Weide, errichtet von 1911 bis 1914 nach Plänen von Fritz Schumacher auf Grundlage eines Entwurfs von Albert Erbe | 04.08.2009 |            | Eimsbüttel    |                                         |
| 1781     | Heymannstraße 5, 7, Schlankreye 4 | 1925 bis 1928 nach Plänen des Architekten Richard Laage erbauter Teil eines Wohnblocks mit Vorgarten, Einfriedung und Eingangszuwegung als Teil des Ensembles Schlankreye 4, Heymannstraße 1–7, Gustav-Falke-Straße 17, Bundesstraße 80–86 mit Vorgärten, Einfriedungen und Eingangszuwegungen | 08.09.2009 |            | Eimsbüttel    |                                         |
| 1809     | Eppendorfer Weg nördlich Nummer 131, Alardusstraße nördlich Nummer 18 | Ensemble aus der 1959 nach Entwürfen des Architekten Joachim Matthaei erbauten ehemaligen Bethlehemkirche samt künstlerischer Ausstattung und Glockenturm, ihrer Stellung zueinander und ihrer räumlichen Freistellung auf dem Flurstück | 24.02.2010 |            | Eimsbüttel    |                                         |
| 1843     | Bundesstraße 80, 82 | zwischen 1925 und 1928 nach Plänen des Architekten Richard Lage errichteter fünfgeschossiger Wohnblock einschließlich der Vorgärten mit Einfriedungen und Eingangszuwegungen als Teil des Ensembles Schlankreye 4, Bundesstraße 80–86, Gustav-Falke-Straße 17, Heymannstraße 1–7 mit Vorgärten, Einfriedungen und Eingangszuwegungen | 24.11.2010 |            | Eimsbüttel    |                                         |
| 1881     | Lutterothstraße 66, 66 a, 68, 68 a, 70 | zwischen 1908 und 1909 entstandene Hamburger Burg, als Teil des Ensemble Eidelstedter Weg 63–75, Hellkamp 75–81, Lutterothstraße 62–72, 74 (nicht konstituierend), Methfesselstraße 100 (nicht konstituierend), 102 | 24.10.2011 |            | Eimsbüttel    |                                         |
| 1889     | Am Weiher 7, Eichenstraße 28–38, Im Gehölz | zwischen 1904 und 1905 als privates Krankenhaus errichtetes Gebäude | 04.01.2012 |            | Eimsbüttel    |                                         |
| 1900     | Ottersbekallee 12 | zwischen 1911 und 1912 von Nagel und Dehmlow mit Anklängen an die Reformarchitektur errichtetes Etagenhaus samt Vorgarten und Ausstattungsteilen als Bestandteil des Ensembles Am Weiher 31, Ottersbekallee 9–27, 12–16 | 25.05.2012 | 11.07.2012 | Eimsbüttel    |                                         |
| 350      | Alsterchaussee 30 | klassizistisches Landhaus von 1829, erbaut durch Christian Diederich Gerhard Schwieger; heute „Theater im Zimmer“ | 18.09.1947 |            | Harvestehude  |                                         |
| 449      | Eppendorfer Brücke (vorher Eppendorferbaumbrücke) 53° 35′ 1″ N, 9° 59′ 3″ O | das Brückengeländer von dem Bildhauer Haizmann | 15.01.1958 |            | Harvestehude  |                                         |
| 501      | Harvestehuder Weg 41 | bronzene Heine-Plakette mit Inschrift auf einer Steinplatte, 1898 vom Künstler Cesar Heinemann geschaffen, zunächst am damaligen Verlagshaus von Hoffmann und Campe, Schauenburgerstraße 59, 1943 kriegszerstört, angebracht, während des Zweiten Weltkrieges eingelagert. Nach dem Krieg 1946 zunächst im Vorraum des ehemaligen Wohnhauses von Heines Schwester, Esplanade 39, angebracht, nach dessen Abbruch wurde sie 1960 auf einer Steinplatte im Vorgarten des neuen Verlagshauses Hoffmann & Campe, Harvestehuder Weg 41, aufgestellt. | 13.02.1962 |            | Harvestehude  |                                         |
| 547      | Mittelweg 50 | 1826 errichtetes Garten- bzw. Landhaus. Zweigeschossiger, verputzter Bau mit Walmdach. Im Verlauf des 19. Jahrhunderts mehrfach umgebaut bzw. erweitert. Äußeres im Wesentlichen in seiner ursprünglichen Gestalt erhalten, Inneres stark verändert | 05.10.1973 |            | Harvestehude  |                                         |
| 627      | Parkallee 53 | Wohnhaus von 1909 mit sparsamen Dekorationen im Jugendstil als Einzeldenkmal sowie auch Teil des Ensembles „Innocentiapark“. Hinweis: Das Wohnhaus Parkallee 57 wurde am 21. November 2007 unter dieser Nummer in die Denkmalliste eingetragen, das Einfamilienhaus Oberstraße 38 am 5. Dezember 2007, das Ensemble aus Wohnhaus mit Einfriedung Innocentiastraße 37 am 8. Juli 2008, das Ensemble aus Villa mit Einfriedung Brahmsallee 75 seit dem 9. Oktober 2009, das Wohnhaus Brahmsallee 66 seit dem 5. Mai 2010. | 29.06.1981 |            | Harvestehude  |                                         |
| 627      | Parkallee 57 | 1909 von J. H. Andersen erbautes Wohnhaus als Teil des Ensembles „Innocentiapark“, bestehend aus dem Innocentiapark mit Toilettenhäuschen, Innocentiastraße 37, 42–62, Parkallee 51 a, 53–73, 58–62, 68–100, Oberstraße 25, 3648, 52–56, 60–76, Brahmsallee 75–91, 97–113, 58–66, Häuser mit teilweise noch erhaltenen historischen Eisenzäunen. Hinweis: Das Gebäude Parkallee 53 ist bereits seit dem 29. Juni 1981 unter dieser Denkmallisten-Nummer verzeichnet, das Einfamilienhaus Oberstraße 38 seit dem 5. Dezember 2007, das Ensemble aus Wohnhaus mit Einfriedung Innocentiastraße 37 seit dem 8. Juli 2008, das Ensemble aus Villa mit Einfriedung Brahmsallee 75 seit dem 9. Oktober 2009, das Wohnhaus Brahmsallee 66 seit dem 5. Mai 2010.                                | 21.11.2007 |            | Harvestehude  |                                         |
| 627      | Oberstraße 38 | 1902 erbautes Einfamilienhaus als Teil des Ensembles „Innocentiapark“, bestehend aus dem Innocentiapark mit Toilettenhäuschen, Innocentiastraße 37, 42–62, Parkallee 51 a, 53–73, 58–62, 68–100, Oberstraße 25, 36–48, 52–56, 60–76, Brahmsallee 75–91, 97–113, 58–66, Häuser mit teilweise noch erhaltenen historischen Eisenzäunen. Hinweis: Das Gebäude Parkallee 53 ist bereits seit dem 29. Juni 1981 unter dieser Denkmallisten-Nummer verzeichnet, das Wohnhaus Parkallee 57 seit dem 21. November 2007, das Ensemble aus Wohnhaus mit Einfriedung Innocentiastraße 37 seit dem 8. Juli 2008, das Ensemble aus Villa mit Einfriedung Brahmsallee 75 seit dem 9. Oktober 2009, das Wohnhaus Brahmsallee 66 seit dem 5. Mai 2010.                                                  | 05.12.2007 |            | Harvestehude  |                                         |
| 627      | Innocentiastraße 37 | Ensemble aus dem 1906 bis 1907 nach Plänen des Architekten A. Hinsch erbauten Wohnhaus mit Einfriedung, zugleich Teil des Ensembles „Innocentiapark“, bestehend aus dem Innocentiapark mit Toilettenhäuschen, Innocentiastraße 37, 42–62, Parkallee 51 a, 53–72, 58–62, 68–100, Oberstraße 25, 36–48, 52–56, Brahmsallee 75–91, 97–113, 58–66, Häuser mit teilweise noch erhaltenen historischen Eisenzäunen. Hinweis: Das Gebäude Parkallee 53 ist bereits seit dem 29. Juni 1981 unter dieser Denkmallisten-Nummer verzeichnet, das Wohnhaus Parkallee 57 seit dem 21. November 2007, das Einfamilienhaus Oberstraße 38 seit dem 5. Dezember 2007, das Ensemble aus Villa mit Einfriedung Brahmsallee 75 seit dem 9. Oktober 2009, das Wohnhaus Brahmsallee 66 seit dem 5. Mai 2010.  | 08.07.2008 |            | Harvestehude  | Innocentiastraße 37 Ehem. Toilettenhaus |
| 627      | Brahmsallee 75 | Ensemble, bestehend aus der 1905/1906 nach Plänen des Architekten August Hinsch erbauten Reihenvilla mit Einfriedung, zugleich Teil des Ensembles Brahmsallee 75–91, 97–113, 60, 64–66, Innocentiapark mit Toilettenhäuschen, Innocentiastraße 37, 42–60, 62, Oberstraße 25, 36–48, 52–56, 60–76, Parkallee 51a, 53, 55–73, 58–62, 68–100, Häuser mit teilweise noch erhaltenen historischen Eisenzäunen. Hinweis: Das Gebäude Parkallee 53 ist bereits seit dem 29. Juni 1981 unter dieser Denkmallisten-Nummer verzeichnet, das Wohnhaus Parkallee 57 seit dem 21. November 2007, das Einfamilienhaus Oberstraße 38 seit dem 5. Dezember 2007, das Ensemble aus Wohnhaus mit Einfriedung Innocentiastraße 37 seit dem 8. Juli 2008, das Wohnhaus Brahmsallee 66 seit dem 5. Mai 2010. | 09.10.2009 |            | Harvestehude  |                                         |
| 627      | Brahmsallee 66 | 1911 errichtetes zweigeschossiges Wohnhaus als Teil des Ensembles Innocentiapark, bestehend aus dem Innocentiapark mit Toilettenhäuschen, Innocentiastraße 37, 42–62, Parkallee 51 a, 53–73, 58–62, 68–100, Oberstraße 25, 36–48, 52–56, 60–76, Brahmsallee 75–91, 97–113, 58–66, Häuser mit teilweise noch erhaltenen historischen Eisenzäunen Hinweis: Das Gebäude Parkallee 53 ist bereits seit dem 29. Juni 1981 unter dieser Denkmallisten-Nummer verzeichnet, das Wohnhaus Parkallee 57 seit dem 21. November 2007, das Einfamilienhaus Oberstraße 38 seit dem 5. Dezember 2007, das Ensemble aus Wohnhaus mit Einfriedung Innocentiastraße 37 seit dem 8. Juli 2008, die Reihenvilla mit Einfriedung Brahmsallee 75 seit dem 9. Oktober 2009.                                    | 05.05.2010 |            | Harvestehude  |                                         |
| 649      | Bogenstraße 52–54, 54 a–i, Grindelberg 81–83, Schlankreye 27–73 | Gebäudegruppe „Der Klinker“, Siedlungsbauten der 1920er Jahre | 16.02.1982 |            | Harvestehude  |                                         |
| 653      | Oberstraße 120 | ehemalige Synagoge mit den Außenanlagen: Freitreppe, Umfassungsmauern | 04.05.1982 |            | Harvestehude  |                                         |
| 709      | Nonnenstieg 1 | Stadtvilla, erbaut 1911 | 28.03.1984 |            | Harvestehude  |                                         |
| 728      | Mittelweg 116 | spätklassizistisches Landhaus von 1827. Zweigeschossiger, verputzter Massivbau mit flachem Walmdach. 1865 umgebaut; 1920 großer Umbau | 07.08.1984 |            | Harvestehude  |                                         |
| 751      | Oberstraße 110 | Bestandteil der Gebäudegruppe von Reihenvillen des 19. Jahrhunderts Oberstraße 108–112 | 19.03.1985 |            | Harvestehude  |                                         |
| 751      | Oberstraße 112 | Bestandteil der Gebäudegruppe von Reihenvillen des 19. Jahrhunderts Oberstraße 108–112 | 19.03.1985 |            | Harvestehude  |                                         |
| 751      | Oberstraße 108 | Bestandteil der Gebäudegruppe von Reihenvillen des 19. Jahrhunderts Oberstraße 108–112 als unbewegliches Kulturdenkmal und der rückwärtige Hausgarten mit der Plastik „Lämmchen“ als Umgebung | 22.10.1985 |            | Harvestehude  |                                         |
| 821      | Hochallee 71 | Gebäude von 1896/98 mit bedeutender Innengestaltung (Stuck, Deckenmalereien usw.) | 11.12.1986 |            | Harvestehude  |                                         |
| 822      | Innocentiastraße 72 | Reihenvilla von 1907 mit ihrer Einfriedung | 11.12.1986 |            | Harvestehude  |                                         |
| 876      | Isestraße 45 | fünfgeschossiges Etagenhaus von 1908 mit Vorgarteneinfriedung. Hinweis: Die Ensemble-Teile Isestraße 71, 73 wurden bereits am 5. Januar 2010 und der Ensemble-Teil Istraße 115 am 18. Juni 2012 unter derselben Nummer in die Denkmalliste eingetragen. | 26.07.1988 |            | Harvestehude  |                                         |
| 876      | Isestraße 71, 73 | 1908 nach Entwürfen des Architekten Friedrich Otto Lindner errichtete fünfgeschossige Jugendstil Etagenhäuser mitsamt den bauzeitlichen Vorgarteneinfriedungen als Teil des Ensembles Isestraße 7–31, 33–73, 77–95, 109–139, Isestraße 76–98, Oderfelder Straße 21, Eppendorfer Baum 19, Klosterallee 67 zusammen mit den erhaltenen historischen Einfriedungen und begrünten Höfen. Hinweis: Der Ensemble-Teil Isestraße 45 wurde bereits am 26. Juli 1988 und der Ensemble-Teil Isestraße 115 am 18. Juni 2012 unter derselben Nummer in die Denkmalliste eingetragen. | 05.01.2010 |            | Harvestehude  |                                         |
| 876      | Isestraße 115 | 1907 bis 1908 nach Plänen von Wilhelm Schröder errichtetes fünfgeschossiges Etagenhaus als Bestandteil des Ensembles Eppendorfer Baum 19, Isestraße 7–29, 31 (nicht konstituierend), 35 (nicht konstituierend), 37–41, 43 (nicht konstituierend), 45–73, 77–95, 109–127, 139, 76–98, Klosterallee 67, Oderfelder Straße 21 Hinweis: Der Ensemble-Teil Isestraße 45 wurde bereits am 26. Juli 1988 und die Ensemble-Teile Isestraße 71, 73 am 5. Januar 2010 unter derselben Nummer in die Denkmalliste eingetragen. | 18.06.2012 |            | Harvestehude  |                                         |
| 910      | Harvestehuder Weg 22 | Villa von 1901 bis 1902 nach Plänen des Architekten Wilhelm Hauers. | 18.10.1989 |            | Harvestehude  |                                         |
| 969      | Mittelweg 67, 68 | 1881 von den Architekten Hallier und Fitschen errichtetes Doppeleinfamilienwohnhaus | 27.05.1991 |            | Harvestehude  |                                         |
| 989      | Sophienterrasse 11 a–i, Alsterkamp 32 a–e | 1929 von den Architekten S. und B. Engel im Stil der Reihenvilla errichteter Wohnkomplex | 03.03.1992 |            | Harvestehude  |                                         |
| 1024     | Klosterstieg 14, 16 | Gebäudegruppe, bestehend aus zwei spiegelbildlich angeordneten schlichten Einfamilienhäusern traditionell-klassizistischer Stilhaltung von etwa 1872/73 mit den typischen Fassaden der Zeit und gusseisernen Altanen | 06.10.1993 |            | Harvestehude  |                                         |
| 1028     | Werderstraße 84, 86 | etwa um 1850 erbautes spätklassizistisches Einfamiliendoppelhaus mit einer Fassade aus eingefärbtem, Sandstein vorgebenden und fein gequaderten Putz, 1923 durch Fritz Höger erweitert und umgebaut in ein Einfamilienhaus | 12.10.1993 |            | Harvestehude  |                                         |
| 1070     | Hansastraße 9 | Gesamtanlage, bestehend aus der Villa, dem Remisen- und Stallgebäude, der Vorgartenbefriedung und der Grenzmauer nach Osten | 18.12.1995 |            | Harvestehude  |                                         |
| 1204     | Harvestehuder Weg 50 | Ensemble, bestehend aus dem Wohnhaus und der Außenanlage mit Klinkern, Mäuerchen mit Holzzaun, Brunnen und zwei Gartenterrassen mit Treppen und Mäuerchen. | 03.11.1998 |            | Harvestehude  |                                         |
| 1238     | Alsterchaussee 28 | um 1873 erbautes, in klassizistischer Tradition gestaltetes Etagenhaus mit vier Vollgeschossen und einem Souterrain | 16.11.1999 |            | Harvestehude  |                                         |
| 1259     | Oberstraße 14 a–c, 16 a–f, 18 a–f, Grindelberg 56, 58, 60, 62, 64, 66, 68, 70, Hallerstraße 1, 1 a–d, 3 a–c, 5, 5 a–f, Brahmsallee 15, 17, 19, 23 a, 25, 27, 29, 31, 33, 35, 37, 39, 41 | Grindelhochhäuser, 1946–1956 unter Federführung von Bernhard Hermkes entstandene erste Wohnhochhausanlage in Deutschland. Ensemble, bestehend aus den zwölf Hochhäusern, der Tiefgarage, der Tankstelle am Grindelberg, der Wäscherei (mit Grasdach), der umgebenden Grünanlage mit ihren erhaltenen Bestandteilen (Teich, Skulpturen, Stützmäuerchen), Wegen, Frei- und Straßenflächen. Die Kartierung ist in der Denkmalliste hinterlegt. | 25.08.2000 |            | Harvestehude  |                                         |
| 1263     | Sophienterrasse 14 | Ensemble, bestehend aus dem Dienstgebäude, das 1935–1937 für das Generalkommando und die Wehrkreisverwaltung des Wehrbereichs X unter Beteiligung der Architekten Distel und Grubitz entstand, und der straßenseitigen Außenanlage aus Ehrenhöfen und Befriedung | 12.10.2000 |            | Harvestehude  |                                         |
| 1274     | Mittelweg 115, 115 a, 115 b | Ensemble, bestehend aus drei, vermutlich 1867/69 unter Wilhelm Rudolph Warburg entstandenen Einfamilienreihenhäusern | 21.12.2000 |            | Harvestehude  |                                         |
| 1324     | Oberstraße 67, Hochallee 61 | Katholische Kirche St. Elisabeth, 1926 nach Plänen von Heinrich Renard und Joseph van Geisten errichtet | 20.12.2001 |            | Harvestehude  |                                         |
| 1424     | Hochallee 89 | um 1903 erbaute Reihenvilla | 28.04.2004 |            | Harvestehude  |                                         |
| 1443     | Mittelweg 112 | Ensemble, bestehend aus dem 1895/1896 nach Plänen der Architekten Stammann und Zinnow errichteten zweigeschossigen Einfamilienhaus, dem Vorgarten sowie der Befriedung an der Straße und am Privatweg | 04.08.2004 |            | Harvestehude  |                                         |
| 1444     | Mittelweg 113 | Ensemble, bestehend aus der 1889/1891 nach Plänen der Architekten Stammann und Zinnow errichteten Villa, dem parkartigen Garten und dem straßenseitigen Eisenzaun | 04.08.2004 |            | Harvestehude  |                                         |
| 1461     | Werderstraße 32 | 1902 erbautes Etagenwohnhaus mit Vorgarteneinfassung, als Teil des Ensembles Werderstraße 28, 30, 32, 34. Hinweis: Der Ensemble-Teil Werderstraße 30 wurde am 1. September 2011 unter derselben Nummer in die Denkmalliste eingetragen. | 23.02.2005 |            | Harvestehude  |                                         |
| 1461     | Werderstraße 30 | etwa 1901 entstandenes viergeschossiges Wohnhaus samt Einfriedung als Bestandteil des Ensembles Werderstraße 28, 30, 32, 34 Hinweis: Der Ensemble-Teil Werderstraße 32 wurde am 23. Februar 2005 unter derselben Nummer in die Denkmalliste eingetragen. | 01.09.2011 |            | Harvestehude  |                                         |
| 1499     | Hochallee 104 | 1898 bis 1899 nach Plänen der Architekten William und Rudolf Rzekonski errichtetes Reihenendhaus als Kulturdenkmal sowie als Teil des Ensembles Hochallee 94–104. Ein weiteres Kulturdenkmal sowie Teil des Ensembles, Hochallee 96, wurde am 20. März 2007 unter der gleichen Nummer in die Denkmalliste eingetragen. | 06.10.2005 |            | Harvestehude  |                                         |
| 1499     | Hochallee 96 | 1898 bis 1899 errichtetes Wohnhaus in Reihe als Kulturdenkmal sowie als Teil des Ensembles Hochallee 94–104. Ein weiteres Kulturdenkmal sowie Teil des Ensembles, Hochallee 104, wurde bereits am 6. Oktober 2005 unter der gleichen Nummer in die Denkmalliste eingetragen. | 20.03.2007 |            | Harvestehude  |                                         |
| 1524     | Harvestehuder Weg 118 | 1960 bis 1962 nach Plänen des Architekten Gerhard Langmaack errichtete Hauptkirche St. Nikolai mit ihrer Ausstattung. | 27.01.2006 |            | Harvestehude  |                                         |
| 1541     | Mittelweg 111 a | Ensemble, bestehend aus dem 1895 nach Plänen aus dem Büro Stammann und Zinnow errichteten großen Einfamilienhaus mit historischer Ausstattung und dem Vorgarten | 13.06.2006 |            | Harvestehude  |                                         |
| 1578     | Hagedornstraße 10 | Teil des Ensembles Hagedornstraße 7–17, 4–20, Harvestehuder Weg 81 mit Zaun | 20.03.2007 |            | Harvestehude  |                                         |
| 1578     | Hagedornstraße 22 | 1895 nach Plänen von Th. Rosenbaum erbautes Wohnhaus als Teil des Ensembles Hagedornstraße 7–17, 4–22, Harvestehuder Weg 81 mit Zaun. Hinweis: Der Ensemble-Teil Hagedornstraße 10 wurde bereits am 20. März 2007 unter dieser Nummer in die Denkmalliste eingetragen. | 09.04.2008 |            | Harvestehude  |                                         |
| 1608     | Sophienterrasse 15 | Ensemble, bestehend aus der 1884 bis 1885 von H. F. A. Lüders erbauten Reihenendvilla und dem historischen Eisenzaun, zugleich Teil des größeren Ensembles Sophienterrasse 15–20 | 14.08.2007 |            | Harvestehude  |                                         |
| 1640     | Rothenbaumchaussee 213 | 1894 bis 1895 nach Plänen des Architekten Hans Rackwitz erbaute Reihenvilla als Einzeldenkmal sowie Teil des Ensembles Rothenbaumchaussee 211–235 | 07.01.2008 |            | Harvestehude  |                                         |
| 1653     | Innocentiastraße 33 | 1897 bis 1899 nach Plänen der Architekten Werner Lundt und Georg Kallmorgen errichtete Reihenvilla | 09.04.2008 |            | Harvestehude  |                                         |
| 1688     | Jungfrauenthal 12 | 1904 nach Plänen des Architekten Klaus Meyer errichtetes Eckwohnhaus mit Einfriedung als Teil des Ensembles Isestraße 48–68, Hochallee 115–127, Jungfrauenthal 12–28 (Gebäude mit den erhaltenen historischen Vorgarteneinfriedungen) | 26.01.2009 |            | Harvestehude  |                                         |
| 1748     | Bogenstraße 32, Helene-Lange-Straße 13, Gustav-Falke-Straße 46 | Helene-Lange-Gymnasium, Schulanlage, errichtet zwischen 1908 und 1910 nach Plänen von Albert Erbe | 04.08.2009 |            | Harvestehude  |                                         |
| 1749     | Bogenstraße 34, 36, Schlankreye 24 | ehemalige Jahnschule, jetzt Ida-Ehre-Gesamtschule, Schulgebäude mit alter Schulhofsmauer, errichtet zwischen 1929 und 1933 nach Plänen von Fritz Schumacher | 04.08.2009 |            | Harvestehude  |                                         |
| 1841     | Parkallee 1, Hallerstraße 47 | gründerzeitliche viergeschossige Etagenhäuser von 1885 mit wand-, decken- und bodenfester historischer Ausstattung als Teil des Ensembles Hallerstraße 47, Parkallee 1, 3, Gebäude mit Einfriedungen | 24.11.2010 |            | Harvestehude  |                                         |
| 781      | Hoheluftchaussee 95 und 95 a | die ehemalige Tabakfabrik von Eicken (erbaut hauptsächlich 1902/09) als Gesamtanlage, bestehend aus den Gebäuden Hoheluftchaussee 95 und 95 a sowie weiteren Nebengebäuden und der gepflasterten Hofzufahrt einschließlich Jugendstilgittertor. Die Kartierung mit den Grenzen der Gesamtanlage ist in der Denkmalliste hinterlegt. | 08.01.1986 |            | Hoheluft-West |                                         |
| 1529     | Hoheluftchaussee vor Nummern 165, 167 | Grenzstein | 28.02.2006 |            | Hoheluft-West |                                         |
| 1530     | Christian-Förster-Straße 21 53° 35′ 0″ N, 9° 57′ 44,1″ O | Grenzstein | 28.02.2006 |            | Hoheluft-West |                                         |
| 1644     | Hoheluftchaussee 117, 119 | Ensemble, bestehend aus der 1957 bis 1958 nach Entwürfen des Architekten Herbert Schmedje erbauten Motelgebäude und dem Hof mit Grüninsel | 12.02.2008 |            | Hoheluft-West |                                         |
| 1898     | Kottwitzstraße 11 | zwischen 1911 und 1913 nach Plänen von F. Winterfeldt errichtete Doppelhaushälfte als Bestandteil des Einsembles Bismarckstraße 98, Eppendorfer Weg 166, Kottwitzstraße 5–19, 25–31, 33–35 (nicht konstituierend), 37–39, 4–12, 14 (nicht konstituierend), 16–20, 22–26 (nicht konstituierend), 28–44, Straßenpflaster | 26.03.2012 |            | Hoheluft-West |                                         |
| 632      | Vogt-Wells-Straße 5–7 | Bestandteil der Gebäudegruppe von Siedlungsbauten der 1920er und 1930er Jahre Vogt-Wells-Straße 1–7, Siemersplatz 3–5 | 18.09.1981 |            | Lokstedt      |                                         |
| 768      | Süderfeldstraße 49 | ehemaliger Wasserturm Lokstedt, 1910 als Ausgleichbehälter und Wasserreservoir mit 500 m³ Fassungsvermögen nach Plänen des Ingenieurs Mannes in Form eines Turmes (36 m Höhe) errichtet. In den 1960er Jahren stillgelegt. Baukörper aus einem steilen kräftigen Kegelstumpf (Steigleiter usw., Treppen) mit aufgesetztem weitauskragenden Zylinder (Hochbehälter), den ein kegelförmiges Dach mit schlanker, polygonaler „Laterne“ abschließt. Das Material ist roter Ziegel, der heute ab Gurtsims vollständig mit Kupferblech verkleidet ist. Umbau für Wohnnutzung | 04.11.1985 |            | Lokstedt      |                                         |
| 985      | Oddernskamp 27 | zweigeschossiges Putz-Wohnhaus (ohne Anbau), um 1886 als Sommerhaus in der Art eines Schweizer Chalets erbaut | 14.01.1992 |            | Lokstedt      |                                         |
| 1022     | Beim Amsinckpark 18 | Gesamtanlage, insbesondere bestehend aus der Villa (erbaut 1868/70 von Martin Haller für Wilhelm Amsinck) und dem Amsinckpark, der als Kernbereich des ehemals größeren Landschaftsparkes im englischen Stil (gestaltet von Friedrich Joachim Christian Jürgens) erhalten geblieben ist Die Kartierung mit den Grenzen der Gesamtanlage ist in der Denkmalliste hinterlegt. | 12.08.1993 |            | Lokstedt      |                                         |
| 1109     | Siemersplatz 5, Vogt-Wells-Straße 1, 3 | Siedlungsbau der 1930er Jahre, zugleich Bestandteil der Gebäudegruppe von Siedlungsbauten Siemersplatz 3, 5, Vogt-Wells-Straße 1, 3, 5, 7. Hinweis: Die Gebäude Vogt-Wells-Straße 5 und 7 als Bestandteile obiger Gebäudegruppe sind seit dem 18. September 1981 unter der Nummer 632 in der Denkmalliste verzeichnet. | 03.12.1996 |            | Lokstedt      |                                         |
| 1182     | Sottorfallee 7 | um 1901 erbaute Villa, 1915 erweitert und zu einem Rathaus ausgebaut 155 | 03.06.1998 |            | Lokstedt      |                                         |
| 1387     | Gazellenkamp 80, 82, 84, Heimat 1–8, Stellinger Chaussee 40, 42 | hufeisenförmige 1929 bis 1930 nach den Architekten Eduard und Ernst Theil errichtete Wohnanlage „Heimat“, bestehend aus den Wohnbauten, den Vorgartenbereichen samt Mäuerchen, der sehr großzügig dimensionierten Grünzone im Innern und der Figur der Gänseliesel von Richard Kuöhl, Ensemble des Siedlungsbaus der 1920er Jahre | 18.08.2003 |            | Lokstedt      |                                         |
| 1426     | Grandweg, Bei der Lutherbuche | Ensemble, bestehend aus dem Kriegerdenkmal, der kreisförmigen Anlage aus Weg, Hecke, Rasenfläche und Kranz aus Blutahornbäumen und vier Klinkerbänken | 04.05.2004 |            | Lokstedt      |                                         |
| 1879     | Liethwisch, Schwübb, Hinter der Lieth | Garten Lüttge, ab 1959 vom Gartenarchitekten Gustav Lüttge angelegter Hausgarten | 27.09.2011 |            | Lokstedt      |                                         |
| 191      | Niendorfer Marktplatz | die evangelisch-lutherische Kirche in Hamburg-Niendorf, 1769/70 von Baumeister Heinrich Schmidt wahrscheinlich nach Bauplänen von Caj Dose als einheitlicher barocker Zentralbau in Backstein errichtet | 17.06.1940 |            | Niendorf      |                                         |
| 886      | Niendorfer Gehege 32 und 34 | reetgedecktes Backsteinfachwerkhaus von 1875, Niendorfer Gehege 32, und Villa von 1881, Niendorfer Gehege 34, als jeweils eigenständige unbewegliche Baudenkmäler sowie zusätzlich gemeinsam als Gebäudegruppe und als deren Umgebung nach Zusammenlegung das Grundstück, wie in der Denkmalliste kartiert | 15.11.1988 |            | Niendorf      |                                         |
| 1017     | Friedrich-Ebert-Straße 14 | 1866 als Werk- und Armenhaus errichtetes Backsteingebäude | 04.05.1993 |            | Niendorf      |                                         |
| 1283     | Niendorfer Gehege 31 | 1903 nach Plänen des Architekten Ernst P. Dorn erbautes Wohnhaus | 15.03.2001 |            | Niendorf      |                                         |
| 1415     | Niendorfer Gehege 14 | 1909 bis 1911 nach Entwürfen des Architekten Ernst P. Dorn erbautes ehemaliges Sommerhaus | 01.03.2004 |            | Niendorf      |                                         |
| 1528     | Niendorfer Gehege 53° 36′ 46,7″ N, 9° 55′ 46″ O | Grenzstein | 28.02.2006 |            | Niendorf      |                                         |
| 1532     | Lütt Kollau 24 a | Grenzstein | 01.03.2006 |            | Niendorf      |                                         |
| 1562     | Bondenwald 56 | 1913 bis 1914 nach Plänen des Architekten Peter Saxen für den „Postpferdehalter“ Max Puls erbautes Wohnhaus | 18.12.2006 |            | Niendorf      |                                         |
| 1626     | Bondenwald 110 a | um 1900 errichtetes und von dem Architekten Erich Elingius umgebautes Herrenhaus | 12.11.2007 |            | Niendorf      |                                         |
| 9        | Edmund-Siemers-Allee, Rothenbaumchaussee | Büsch-Denkmal (vorher: Anlagen an der Nordseite der Lombardsbrücke) | 09.09.1921 |            | Rotherbaum    |                                         |
| 421      | Mittelweg 183 | Das Gartenhaus Fontenay ist eines der letzten Zeugnisse der Bebauung vor dem Dammtor. 1820 errichtet, war der klassizistische Fachwerkbau ursprünglich Teil der nach seinem Bauherrn John Fontenay benannten Siedlungsanlage, die sich vom Mittelweg bis an die Alster erstreckte. Der lichtgraue Anstrich der Fassade sollte dem Gebäude dabei den Anschein eines repräsentativen Steinhauses geben. Zusammen mit dem Wohnsitz Fontenays am Mittelweg 185 zählt der Bau zu der ersten bürgerlichen Bebauung auf dem ehemaligen Klosterland Harvestehude. | 13.12.1954 |            | Rotherbaum    |                                         |
| 422      | Mittelweg 185 | einfaches klassizistisches Landhaus, um 1820 von John Fontenay errichtet und bewohnt | 13.12.1954 |            | Rotherbaum    |                                         |
| 448      | Beim Schlump, Schröderstiftstraße | Gesamtanlage Schröderstift, 1852 durch den Architekten Albert Rosengarten errichtet. Großzügige städtebauliche Anlage des 19. Jahrhunderts. Einheit von Bebauung und Park | 15.01.1958 | 08.08.1970 | Rotherbaum    |                                         |
| 504      | Alsterufer, Fontenay | Kriegerdenkmal von 1870/71 | 20.10.1962 |            | Rotherbaum    |                                         |
| 505      | Fontenay | John-Fontenay-Gedenkstein, Sandsteinstele mit bekrönender Vase und einer Bronzetafel | 20.10.1962 |            | Rotherbaum    |                                         |
| 513      | Badestraße 30 | Wohnhaus von ca. 1867 in aufwendigem neugotischen Stil | 25.01.1971 |            | Rotherbaum    |                                         |
| 516      | Magdalenenstraße 71 | Wohnhaus von ca. 1870, dreigeschossiger Putzbau, Gliederung in Formen der spätklassizistischen Tradition | 19.11.1971 |            | Rotherbaum    |                                         |
| 518      | Alte Rabenstraße 28 | Reihenvilla von 1867. Hinweis: Die Doppelhaushälfte Alte Rabenstraße 27 wurde am 18. September 2012 unter derselben Nummer in die Denkmalliste eingetragen. | 16.05.1972 |            | Rotherbaum    |                                         |
| 518      | Alte Rabenstraße 27 | etwa 1867 errichtete Doppelhaushälfte gemeinsam mit seiner Ausstattung als Teil des Doppelhauses Alte Rabenstraße 27, 28 Hinweis: Die Doppelhaushälfte Alte Rabenstraße 28 wurde bereits am 16. Mai 1972 unter derselben Nummer in die Denkmalliste eingetragen. | 18.09.2012 |            | Rotherbaum    |                                         |
| 523      | Harvestehuder Weg 5 | Slomanburg, 1848 bis 1849 gemeinsam mit Harvestehuder Weg 6 von J. Jolasse für Robert Miles Sloman und Ascan Wilhelm Lutteroth errichtet. Ältestes erhaltenes Wohnhaus am Harvestehuder Weg. Putzbau von burgartiger Erscheinung im Stil der englisch beeinflussten Neugotik mit Quaderfugennetz, zwei Türmen, Söller, Zinnen und Staffelgiebel. Fenster zum Teil mit Tudorbogen. Das Innere umgebaut. | 14.11.1972 |            | Rotherbaum    |                                         |
| 524      | Harvestehuder Weg 6 | Slomanburg, 1848 bis 1849 gemeinsam mit Harvestehuder Weg 5 errichtet. | 14.11.1972 |            | Rotherbaum    |                                         |
| 586      | Tesdorpfstraße 18 | Reihenvilla von 1872/73, umgebaut 1912 | 28.09.1978 |            | Rotherbaum    |                                         |
| 619      | Rothenbaumchaussee 64, 64 a, Binderstraße 14 | Hamburgisches Museum für Völkerkunde, erbaut 1907/11 nach Plänen des Direktors Georg Thilenius und Albert Erbe | 31.03.1981 |            | Rotherbaum    |                                         |
| 622      | Moorweidenstraße 40 | Staats- und Universitätsbibliothek Carl von Ossietzky (ehemaliges Wilhelm-Gymnasium von 1883/85) | 01.06.1981 |            | Rotherbaum    |                                         |
| 630      | Grindelhof 30 | ehemalige Talmud-Tora-Schule, jetzt Fachhochschule Bibliothekswesen | 25.08.1981 |            | Rotherbaum    |                                         |
| 642      | Feldbrunnenstraße 58 | ehemaliges Wohnhaus Albert Ballins Entwurf: Lundt & Kallmorgen | 11.01.1982 |            | Rotherbaum    |                                         |
| 665      | Heimhuder Straße | St.-Johannis-Kirche | 01.12.1982 |            | Rotherbaum    |                                         |
| 783      | Johnsallee 65, 67 | Etagenwohnhaus mit Jugendstildekor von 1905 | 14.01.1986 |            | Rotherbaum    |                                         |
| 803      | Harvestehuder Weg 8 a | Villa Laeisz von 1906 bis 1907 einschließlich der rückwärtigen Remisenanbauten. | 14.07.1986 |            | Rotherbaum    |                                         |
| 819      | Johnsallee 12 | Reihenvilla um 1870 als Einzeldenkmal sowie Teil des Ensembles Johnsallee 12–24. Hinweis: Der Ensemble-Teil Johnsallee 18 wurde am 23. Juli 2007 unter dieser Nummer in die Denkmalliste eingetragen. | 11.12.1986 |            | Rotherbaum    |                                         |
| 819      | Johnsallee 18 | vermutlich 1872 errichtete Doppelhaushälfte als Teil des Ensembles Johnsallee 12–24. Hinweis: Der Ensemble-Teil Johnsallee 12 ist auch als Einzeldenkmal unter dieser Nummer seit dem 11. Dezember 1986 in der Denkmalliste verzeichnet. | 23.07.2007 |            | Rotherbaum    |                                         |
| 820      | Magdalenenstraße 65 b | Alstervilla von 1860 mit späteren Umbauten im Stil des romantischen Historismus | 11.12.1986 |            | Rotherbaum    |                                         |
| 827      | Heimhuder Straße 64 | Etagenwohnhaus von 1882 | 02.03.1987 |            | Rotherbaum    |                                         |
| 867      | Grindelhof 89, Terrassenzeile 1–9 | gründerzeitliches Gebäude von 1892/93, erhaltene nördliche Terrassenzeile 1–9 der ehemaligen „Lindenhof-Terrasse“ (Vorderhaus und südliche Hinterhauszeile im Krieg zerstört), Fassade nach dem Krieg zum Teil vereinfacht wiederhergestellt | 22.04.1988 |            | Rotherbaum    |                                         |
| 874      | Hallerplatz 13 | spätklassizistische Stadthausvilla aus der Zeit um 1870 | 18.07.1988 |            | Rotherbaum    |                                         |
| 882      | Feldbrunnenstraße 18 | Reihenvilla von 1897/99 | 12.09.1988 |            | Rotherbaum    |                                         |
| 887      | Feldbrunnenstraße 33, Johnsallee | dreigeschossige Stadtvilla aus dem dritten Viertel des 19. Jahrhunderts in spätklassizistischer Tradition mit Elementen, die an die Frührenaissance erinnern | 06.12.1988 |            | Rotherbaum    |                                         |
| 906      | Johnsallee 62, Rothenbaumchaussee 46 | das etwa 1870 errichtete Stadthaus mit seiner historischen Einfriedung | 29.08.1989 |            | Rotherbaum    |                                         |
| 927      | Alsterglacis 4–8, Warburgstraße 5 | Gebäudegruppe Alsterglacis 4–8 einschließlich Einfriedungsmauer und der Nebengebäude Warburgstraße 3 und 5, wie mit dem Bebauungsplan Rotherbaum 26 vom 27. Februar 1990 festgelegt Das maßgebliche Stück des Bebauungsplans und die ihm beigegebene Begründung sind beim Staatsarchiv zu kostenfreier Einsicht für jedermann niedergelegt. | 09.03.1990 |            | Rotherbaum    |                                         |
| 928      | Siegfried-Wedells-Platz 1, 2 (vorher Neue Rabenstraße 31, 31 a) | Gesamtanlage, bestehend aus dem Gebäude „Haus Wedell“ (vorher Neue Rabenstraße 31) mit seiner Ausstattung, dem Vorgarten, dem Hof und der Begrenzung durch die Remise (vorher Neue Rabenstraße 31 a), wie mit dem Bebauungsplan Rotherbaum 26 vom 27. Februar 1990 festgelegt Das maßgebliche Stück des Bebauungsplans und die ihm beigegebene Begründung sind beim Staatsarchiv zu kostenfreier Einsicht für jedermann niedergelegt. | 09.03.1990 |            | Rotherbaum    |                                         |
| 945      | Alsterufer 35 | 1914/17 von H. und O. Gerson errichtete Putzbauvilla als eigenständiges unbewegliches Baudenkmal und zugleich Bestandteil der Gebäudegruppe Alsterufer 35, 36 und 37 | 18.09.1990 |            | Rotherbaum    |                                         |
| 945      | Alsterufer 36 | 1914/15 von H. und O. Gerson errichtete Villa in vom Neoklassizismus beeinflusster Reformarchitektur als eigenständiges unbewegliches Baudenkmal und zugleich Bestandteil der Gebäudegruppe Alsterufer 35, 36 und 37 | 18.09.1990 |            | Rotherbaum    |                                         |
| 945      | Alsterufer 37 | 1922/23 von den Architekten Block & Hochfeld errichtete Villa in Klinkerbauweise als eigenständiges unbewegliches Baudenkmal und zugleich Bestandteil der Gebäudegruppe Alsterufer 35, 36 und 37 | 18.09.1990 |            | Rotherbaum    |                                         |
| 1008     | Harvestehuder Weg 14 | Villa Behrens: 1866 bis 1867 nach Entwürfen des Architekten Martin Haller für den Kaufmann Jaffe erbaute großbürgerliche Villa mit ihrer ortsfesten Ausstattung (zum Beispiel Deckenstuck, Wanddekoration, Wand- und Deckenvertäfelung, Supraporten, Türen, Beschläge, Treppen), 1896 bis 1899 erweitert und umgebaut durch Haller für den Bankier Behrens, als Baudenkmal und das zugehörige Gartengrundstück als Umgebung | 23.02.1993 |            | Rotherbaum    |                                         |
| 1030     | Bei St. Johannis 1–4 und Bei St. Johannis 5, 6 | Bei St. Johannis 1–4, klassizistisch-biedermeierliche und städtisch anmutende, zweigeschossige Reihenhausanlage von 1842 als unbewegliches Baudenkmal und Bei St. Johannis 5, 6, massives, eingeschossiges, ländliches Doppelwohnhaus von ca. 1820/25 als unbewegliches Baudenkmal und darüber hinaus Bei St. Johannis 1–4 und Bei St. Johannis 5, 6 gemeinsam als Gebäudegruppe | 16.11.1993 |            | Rotherbaum    |                                         |
| 1039     | Böhmersweg 2, 4 | 1864 für Rob. M. Sloman erbautes Doppelwohnhaus, bestehend aus zwei dreigeschossigen Putzbauten mit jeweils vier Achsen. Hinweis: Die Eintragung der Gesamtanlage Böhmersweg 2, 4 vom 4. Mai 1994 wurde zugunsten der Eintragung der Gebäude unter gleichem Datum gelöscht. | 14.02.1995 |            | Rotherbaum    |                                         |
| 1044     | Harvestehuder Weg 13, 13 a | Villa Beit: Gesamtanlage, bestehend aus der Villa und dem Remisen- und Stallgebäude, gebaut nach den Plänen des Architekten Martin Haller, und deren Umgebung Die Kartierung mit den Grenzen der Gesamtanlage ist in der Denkmalliste hinterlegt. | 08.08.1994 |            | Rotherbaum    |                                         |
| 1058     | Feldbrunnenstraße 11, 13 | Gesamtanlage, bestehend aus den Wohnhäusern Feldbrunnenstraße 11 und 13 mit der Zuwegung einschließlich der erhaltenen Granitborde, erbaut 1890/91 durch George Radel Die Kartierung mit den Grenzen der Gesamtanlage ist in der Denkmalliste hinterlegt. | 28.06.1995 |            | Rotherbaum    |                                         |
| 1066     | Beim Schlump 84 a–g, 85 a–e, Monetastraße 2, 4, 6 | ehemaliges Vereinshospital als Gesamtanlage, insbesondere bestehend aus dem U-förmigen historischen Gebäudekomplex (Haupthaus, ehemaliges Schwesternhaus, Neubau von 1950, Torhaus mit Wirtschaftstrakt, jeweilige Verbindungsbauten), dem Erweiterungsbau von 1934 bzw. 1950 an der Monetastraße, der Aussegnungshalle mit Sezierräumen, den zugehörigen Grün- und Freiflächen und den erhaltenen Strecken des Eisenzauns | 16.10.1995 |            | Rotherbaum    |                                         |
| 1146     | Heimhuder Straße 71 | Stadtvilla, 1911 nach Plänen der Architekten Distel und Grubitz erbaut | 15.09.1997 |            | Rotherbaum    |                                         |
| 1150     | Rothenbaumchaussee 11–17 | zwischen 1908 und 1911 errichtete Gesamtanlage, bestehend aus dem Curio-Haus mit seiner festen Ausstattung, der Vorgartenpostamente mit Keramikvasen und Leuchten sowie dem Oval des Hofgärtchens | 23.10.1997 |            | Rotherbaum    |                                         |
| 1165     | Magdalenenstraße 64 a | Villa von 1870 mit Innenausstattung | 04.03.1998 |            | Rotherbaum    |                                         |
| 1166     | Magdalenenstraße 64 b | Villa von 1878/79 mit Innenausstattung | 04.03.1998 |            | Rotherbaum    |                                         |
| 1185     | Schlüterstraße 51–55, Binderstraße 26–30 | Ehemaliges Zentralfernsprechamt | 14.07.1998 |            | Rotherbaum    |                                         |
| 1212     | Magdalenenstraße 6 | um 1860 erbautes romantisch-historistisches Einfamilienhaus | 22.03.1999 |            | Rotherbaum    |                                         |
| 1250     | Mollerstraße 16 | zweigeschossige Stadtvilla mit historischer Ausstattung, nach Plänen von August Ott 1915 errichtet | 16.06.2000 |            | Rotherbaum    |                                         |
| 1257     | Hallerstraße 6, 8 | Ensemble, bestehend aus dem 1886/87 errichteten viergeschossigen Doppeletagenhaus mit Souterrain, der historischen Ausstattung, dem Vorgartenbereich und dessen Befriedung | 14.08.2000 |            | Rotherbaum    |                                         |
| 1288     | Heimhuder Straße 69, 69 a | Ensemble, bestehend aus der 1909 nach Plänen aus dem Büro der Architekten Haller und Geißler errichteten Stadtvilla mit ihrer ortsfesten historischen Ausstattung und dem Zaun des Vorgartens | 03.05.2001 |            | Rotherbaum    |                                         |
| 1331     | Grindelhof 42 | Ensemble, bestehend aus dem 1873 bis 1875 entstandenen Einfamilienreihenhaus mit seiner ortsfesten historischen Ausstattung, dem Garten mit seiner historischen Ausstattung und der straßenseitigen Befriedung | 20.02.2002 |            | Rotherbaum    |                                         |
| 1367     | Rothenbaumchaussee ohne Nummer | 1940 erbauter Rundturm-Bunker, im Stil des „Staatsklassizismus“ besonders aufwändig gestaltet | 05.02.2003 |            | Rotherbaum    |                                         |
| 1379     | Moorweidenstraße 18 | 1896 bis 1897 erbautes großes Etagenhaus | 09.07.2003 |            | Rotherbaum    |                                         |
| 1430     | Heimhuder Straße 73 | Ensemble, bestehend aus der 1909/1910 nach Entwürfen der Brüder William und Rudolf Rzekonski erbauten Stadtvilla und dem Zaun | 18.05.2004 |            | Rotherbaum    |                                         |
| 1453     | Alsterufer 18 | um ca. 1870 erbautes Einfamilienhaus, mehrfach umgebaut | 05.01.2005 |            | Rotherbaum    |                                         |
| 1512     | Mittelweg 174 | Grenzstein | 23.12.2005 |            | Rotherbaum    |                                         |
| 1513     | Mittelweg 187 | Grenzstein | 23.12.2005 |            | Rotherbaum    |                                         |
| 1514     | Tesdorpfstraße 22 | Grenzstein | 23.12.2005 |            | Rotherbaum    |                                         |
| 1515     | Moorweidenstraße 34, Schlüterstraße 1, 3, 3a, 5 | Ensemble, bestehend aus dem 1910–1912 nach Plänen des Architekten Emil Neupert entstandenen so genannten „Dammtorpalais“ und den zeitgleich nach Plänen der Architekten Pierstorff und Plötz entstandenen anschließenden Etagenhäusern und den straßenseitigen Befriedungen | 23.12.2005 |            | Rotherbaum    |                                         |
| 1516     | Feldbrunnenstraße 19 | 1890–1891 nach Entwürfen von J. B. Heyn erbaute Reihenvilla | 27.12.2005 |            | Rotherbaum    |                                         |
| 1575     | Johnsallee 68 | 1916 bis 1917 nach Entwürfen von Erich Elingius als Privatklinik errichtetes Gebäude | 12.03.2007 |            | Rotherbaum    |                                         |
| 1623     | Böttgerstraße 4 | vor 1860 entstandene Doppelhaushälfte als Teil des Ensembles Böttgerstraße 2, 3, 4. Hinweis: Das Ensemble-Teil Böttgerstraße 3 wurde am 3. Dezember 2010 unter der gleichen Denkmallisten-Nummer in die Denkmalliste eingetragen. | 30.10.2007 |            | Rotherbaum    |                                         |
| 1623     | Böttgerstraße 3 | Einfamilienhaus aus der Zeit um 1860 als Teil des Ensembles Böttgerstraße 2, 3, 4 Hinweis: Das Ensemble-Teil Böttgerstraße 4 wurde am 30. Oktober 2007 unter der gleichen Denkmallisten-Nummer in die Denkmalliste eingetragen. | 23.11.2010 |            | Rotherbaum    |                                         |
| 1633     | Grindelhof 63 (Mittelhaus) | vor 1869 als Einfamilienhaus erbautes Gebäude, welches 1910 zum Mehrfamilienhaus umgebaut wurde | 21.11.2007 |            | Rotherbaum    |                                         |
| 1634     | Rothenbaumchaussee 21, 23 | 1906 bis 1907 nach Entwürfen des Architekten H. E. August Meyer erbautes Einfamilienhaus | 21.11.2007 |            | Rotherbaum    |                                         |
| 1656     | Rothenbaumchaussee 19 | 1877 von Joh. B. Heyn errichtetes ehemaliges Wohnhaus | 06.05.2008 |            | Rotherbaum    |                                         |
| 1661     | Rothenbaumchaussee 101, 101 a–f | zwischen 1889 und 1896 von dem Architekten A. H. Bühring errichtete Vorder- und Hinterhäuser mit gepflasterter Zuwegung, Vorgärten, Eisenzäunen und Laternenausstattung als Teil des Ensembles Rothenbaumchaussee 101, 101 a–f, 103, 103 a–g, Schlüterstraße 82, 84 | 03.06.2008 |            | Rotherbaum    |                                         |
| 1747     | Bundesstraße 58, Beim Schlump 80, 81 | ehemaliges Heinrich-Hertz-Realgymnasium, jetzt Staatliche Gewerbeschule G2, Schulgebäude mit den straßenseitig gelegenen Außenanlagen, errichtet 1910 nach Plänen von Albert Erbe | 04.08.2009 |            | Rotherbaum    |                                         |
| 1785     | Magdalenenstraße 1 | Einfamilienhaus erbaut um 1857 | 09.10.2009 |            | Rotherbaum    |                                         |
| 1788     | Alsterufer 1, 3 | zwischen 1930 und 1960 nach Plänen des Architekturbüros Elingius und Schramm für die Hamburg-Mannheimer Versicherung entwickelter Komplex | 03.11.2009 |            | Rotherbaum    |                                         |
| 1796     | Badestraße 42 | 1950 von Gustav Lüttge entworfener rückwärtiger Garten | 08.12.2009 |            | Rotherbaum    |                                         |
| 1812     | Magdalenenstraße 4 | Ensemble aus dem etwa 1860 bis 1865 entstandenen Einfamilienhaus mit Eisenzaun | 08.03.2010 |            | Rotherbaum    |                                         |
| 1813     | Warburgstraße 8–22, Alsterterrasse 10, 10 a | Ensemble aus um 1870 erbauten Wohngebäuden | 23.03.2010 |            | Rotherbaum    | Warburgstraße Alsterterrasse            |
| 1815     | Harvestehuder Weg 10 | 1939 bis 1940 errichteter Bunker, bestehend aus zwei tunnelartigen parallel laufenden Gängen. | 12.04.2010 |            | Rotherbaum    |                                         |
| 1831     | Heimhuder Straße 75 | 1911 errichtete Stadtvilla mit Gartenausstattung (Gartenhaus) und Geländemodellierung samt Einfriedung als Ensemble, wie in der Denkmalliste kartiert | 04.10.2010 |            | Rotherbaum    |                                         |
| 1856     | Moorweidenstraße 14 | zwischen 1894 und 1895 errichtetes Etagenhaus von Rambertz & Jollasse samt Innenausstattung | 24.01.2011 |            | Rotherbaum    |                                         |
| 1858     | Alte Rabenstraße 12, 12 a, 12 b | Reihenhaus mit Hintergebäuden von 1850 bis 1870 mit späteren Umbauten samt Ausstattung als Teil des Ensembles Alte Rabenstraße 10, 10 a, 11, 11 a, 12, 12 a, 12 b | 14.02.2011 |            | Rotherbaum    | Alte Rabenstraße 12 Hintergebäude       |
| 1885     | Bundesstraße 18 | Etagenhaus von circa 1874 als Bestandteil des Ensembles An der Verbindungsbahn 10, Bundesstraße 4–28, 3–15, Durchschnitt 19, Grindelallee 1, Bundesweg 3, 4, Grindelweg 1–11, Grindelweg 1a–4a | 25.11.2011 |            | Rotherbaum    |                                         |
| 1894     | Alsterufer 50, Alte Rabenstraße 1, Badestraße | zwischen 1950 und 1951 von Ferdinand Streb errichtetes Verwaltungsgebäude zusammen mit den Skulpturen, den Freiflächen und Einfriedungen als Bestandteil des Ensembles Alsterufer 50, Alte Rabenstraße 1, 32 | 16.02.2012 |            | Rotherbaum    |                                         |
| 1916     | Alsterchaussee 19 | zwischen 1874 und 1875 im historistischen Stil errichtete Doppelhaushälfte, gemeinsam mit seiner Ausstattung, als Teil des Doppelhauses Alsterchaussee 19, 21 | 11.09.2012 |            | Rotherbaum    |                                         |
| 458      | Holsteiner Chaussee gegenüber Nummer 396 | dänischer Meilenstein von 1832 | 30.05.1958 |            | Schnelsen     |                                         |
| 888      | Sassenhoff 1, Schleswiger Damm, Wendlohstraße | Gesamtanlage „Sassenhoff“, insbesondere bestehend aus dem Haupthaus, der reetgedeckten Durchfahrtscheune, dem Stall, der Hofzufahrt und dem -pflaster sowie den angrenzenden Frei- und Grünflächen mit dem dazugehörigen Garten und der Weide Die Kartierung mit den Grenzen der Gesamtanlage ist in der Denkmalliste hinterlegt. | 06.12.1988 |            | Schnelsen     |                                         |
| 916      | Frohmestraße 11, Am Dorfteich 2 | Gesamtanlage ehemaliger „Bornkasthof“, insbesondere bestehend aus den beiden Gebäuden Frohmestraße 11 und Am Dorfteich 2, dem historischen Hofpflaster, der alten Zufahrt, den Windbäumen, und Umgebung Die Kartierung mit den Grenzen der Gesamtanlage und deren Umgebung ist in der Denkmalliste hinterlegt. | 20.11.1989 |            | Schnelsen     |                                         |
| 963      | Pinneberger Straße 28 | Gesamtanlage Bahnhof Schnelsen der Altona-Kaltenkirchen-Neumünster-Eisenbahn (AKN), insbesondere bestehend aus dem Bahnhofempfangsgebäude, dem Güterabfertigungsgebäude und der Rampe sowie der gepflasterten Zufahrt und der gepflasterten Fläche vor den Gebäuden Die Kartierung mit den Grenzen der Gesamtanlage ist in der Denkmalliste hinterlegt. | 16.04.1991 |            | Schnelsen     |                                         |
| 1127     | Königskinderweg 2 | Strohdachkate aus dem frühen 19. Jahrhundert | 27.03.1997 |            | Schnelsen     |                                         |
| 1427     | Kriegerdankweg, Wählingsallee | Ensemble, bestehend aus dem Friedensdenkmal und dem umgebenden „grünen Oktogon“ | 04.05.2004 |            | Schnelsen     |                                         |
| 1527     | Oldesloer Straße 141 | Halbmeilenstein | 27.02.2006 |            | Schnelsen     |                                         |
| 1111     | Hagenbecks Tierpark: Hagenbeckallee, Lokstedter Grenzstraße, Gazellenkamp, Tierparkallee                                                                                                | Gesamtanlage, bestehend aus dem Eingangstor, dem Hauptpanorama, der JapanInsel mit Skulpturen und Bronzen, dem Nordland- und Südlandpanorama, dem Vogelhaus, der Allee, der Birma-Insel, der Urweltlandschaft mit Teich und Sauriergruppe, den Personendenkmalen sowie dem bestehenden Wegenetz und den Grün- und Wasserflächen Die Kartierung mit den Grenzen der Gesamtanlage ist in der Denkmalliste hinterlegt. | 10.02.1997 |            | Stellingen    |                                         |
| 1328     | Hagenbeckstraße 10 | Ensemble russisch-orthodoxe Kirche des Heiligen Prokop, bestehend aus der 1961 bis 1965 errichteten Kreuzkuppelkirche nach byzantinischem Vorbild und Nebenbauten | 15.01.2002 |            | Stellingen    |                                         |
| 1589     | Basselweg 73 | 1912 bis 1913 nach Plänen des Architekten Karl Zöllner errichtetes Verwaltungsgebäude für die Gemeinde Stellingen-Langenfelde (Stellinger Rathaus) | 16.04.2007 |            | Stellingen    |                                         |